# Lena Katina
Jelena Sergejevna Katina (Kyrillisk: Елена Сергеевна Катина) (født 4. oktober 1984), bedre kendt som Lena Katina, er en russisk sangerinde, som udgør duoen t.A.T.u. sammen med Julija Volkova.